# Cachorro Grande
Cachorro Grande é uma banda brasileira de rock formada em 1999 em Porto Alegre. Teve como formação mais conhecida Beto Bruno (vocal), Marcelo Gross (guitarra), Rodolfo Krieger (baixo), Pedro Pelotas (teclado) e Gabriel Azambuja (bateria).

## História

### Antigas bandas dos integrantes
Beto Bruno, o vocalista, era dos Malvados Azuis, bem como o ex-baixista Jerônimo Bocudo, que hoje toca nos Locomotores. Rodolfo Krieger, baixista atual, já foi vocalista dos Gabardines e guitarrista e vocalista da banda Os Efervescentes. Marcelo Gross já tocou bateria na banda de Júpiter Maçã e n'Os Hipnóticos. Gabriel Azambuja, Alex Cunha e Pedro Pelotas fazem parte da sua primeira banda.

### A origem do nome
O nome Cachorro Grande foi sugerido por Beto Bruno. Logo depois, contou com o aval de Marcelo Gross e do restante da banda. A origem veio do fato que, no início da banda, ainda sem músicas próprias, faziam parte do repertório do grupo covers de bandas como The Rolling Stones, The Beatles e The Who. Para escolher quais canções tocar, era uma "briga de cachorro grande", expressão usada no Rio Grande do Sul para se referir a algo muito complicado. Então, o nome da banda ficou Cachorro Grande.

### Primeiros anos
Em 2001 é produzido o primeiro álbum de estúdio da banda, homônimo, Cachorro Grande, que teve pouca divulgação. Lançado por uma gravadora pequena, não alcançou o grande público, mas levou-os a tocar em diversos festivais de bandas independentes ampliando assim a sua base de fãs. Ainda assim o disco contém canções que mais tarde se tornaram conhecidas como "Lunático", "Sexperienced" e "Debaixo do Chapéu".

### Sucesso e reconhecimento nacional
Em 2004 lançam o seu segundo disco, As Próximas Horas Serão Muito Boas. Rejeitado anteriormente por outra gravadora sob pretexto de ser "não comercial", o projeto só foi em frente graças ao músico Lobão, que lançou o disco em sua revista OutraCoisa. A consequência foi uma maior distribuição, garantindo à banda maior visibilidade. O crescente sucesso a partir das músicas "Hey Amigo" e "Que Loucura!" despertou o interesse da gravadora Deckdisc, que assinou contrato com a banda.
Em 2005, é lançado o álbum Pista Livre, produzido por Rafael Ramos e masterizado no lendário estúdio Abbey Road, em Londres (o mesmo utilizado pelos Beatles), foi o disco que mais alcançou repercussão entre o público. Com maior refinamento técnico, o disco conta com músicas que receberam bastante destaque nas emissoras de rádio do Brasil, tais como: "Você Não Sabe o que Perdeu", "Sinceramente" e "Bom Brasileiro".
A banda permaneceu com sua formação original por cinco anos, até a saída do baixista Jerônimo Lima em 2005, logo após a gravação do álbum Acústico MTV: Bandas Gaúchas. Jerônimo formou com outros músicos a banda Locomotores, e em seu lugar entrou Rodolfo Krieger, que até então era vocalista e guitarrista da banda Os Efervescentes.
Em maio de 2007, a banda lança o quarto álbum de estúdio, Todos os Tempos, com produção de Rafael Ramos. São doze canções e o primeiro single foi "Você me Faz Continuar", com inspirações na banda escocesa Primal Scream e nos Rolling Stones; o segundo foi "Roda-gigante", como conta o Beto Bruno em entrevista: "Foi para fazer esse tipo de som que eu quis ser músico"; e o terceiro e último single foi "Conflitos Existenciais". O disco conta com a particularidade de ter músicas compostas também pelo baterista Gabriel Azambuja, o tecladista Pedro Pelotas e o baixista Rodolfo Krieger.
Na segunda quinzena de junho de 2009, foi lançado o álbum Cinema. O disco foi gravado em rolo analógico de duas polegadas. Foi o primeiro disco da banda a ser lançado em vinil de alta fidelidade em edição especial.

### Baixo Augusta
Após a turnê do álbum Cinema, a banda iniciou as gravações do novo disco, Baixo Augusta , no dia 11 de abril de 2011, pela gravadora Trama, com  produção própria. Grande parte das sessões de estúdio foram transmitidas ao vivo pela TV Trama. Na época, também foi anunciado o álbum solo de Marcelo Gross.
O álbum foi lançado em lançado em dezembro de 2011 no formato digital e em fevereiro de 2012 no formato físico.

### Cachorro Grande ao Vivo no Circo Voador
No dia 25 de março de 2011, a banda participou de um evento organizado pela MTV Brasil no Circo Voador, templo do rock nacional, localizado no bairro da Lapa, no Rio de Janeiro ao lado das bandas Sabonetes, Martin e Eduardo (projeto formado por Duda Machado e Martin Mendonça, baterista e guitarrista da Pitty, respectivamente), Joe e a Gerência (liderado por Joe Gomes, ex-baixista da Pitty), Pública e Vivendo do Ócio.
Inicialmente, o registro foi apenas pessoal, mas dois anos depois, o show foi lançado em DVD, com a distribuição da Universal Music. O show conta com 15 faixas, o making of do show e a regravação de "Sympathy for the Devil", clássico dos Rolling Stones, com a participação especial de Lobão.

### Costa do Marfim
No início de 2014 a banda entrou em estúdio com o produtor Edu K, da banda DeFalla, visando novas direções musicais. O disco foi nomeado ''Costa do Marfim'', uma homenagem ao estúdio no qual foi gravado. O álbum foi patrocinado e lançado pela grife Cavalera e teve o primeiro single, Como Era Bom, incluída na trilha sonora da 23ª temporada de Malhação, da Rede Globo. Outra faixa de destaque foi a música O Que Vai Ser. 

### Rolling Stones em Porto Alegre eElectromod
Em 2 de março de 2016, a banda abriu o show dos Rolling Stones pela América Latina Olé Tour 2016, no Estádio Beira-Rio, em Porto Alegre. Segundo o vocalista Beto Bruno, foi o show mais importante da vida de cada um dos integrantes.
Em meados do mesmo ano, a banda entrou em estúdio novamente com o produtor Edu K, para a gravação do oitavo álbum de estúdio, intitulado Electromod, lançado em 5 de agosto pela Coqueiro Verde Records. No show feito em Curitiba, no dia 15 de julho, a banda lançou o primeiro single do álbum, a faixa-título Electromod. A segunda música de trabalho foi Tarântula.

### Saída de Marcelo Gross e turnê de despedida
Em 2 de maio de 2018, a banda anuncia a saída de Marcelo Gross, guitarrista e membro fundador do grupo. O vocalista Beto Bruno disse que a ruptura foi acontecendo aos poucos: "Já faz alguns anos que sentimos um certo afastamento dele a respeito do processo criativo da banda". Para substituí-lo, o guitarrista Gustavo X foi convidado.
Depois, em novembro, a banda anunciou em sua conta do Facebook uma parada usando o álbum ao vivo Clássicos para anunciar uma turnê final de celebração à vida do grupo gaúcho e não à sua parada". Também foi anunciado que Marcelo Gross faria com eles a turnê de despedida. Em entrevistas, o vocalista Beto Bruno e o baixista Rodolfo Krieger comentaram que o clima da banda já não estava bom há tempos, com brigas e discussões desde a gravação do álbum Electromod.

## Discografia

### Álbuns de estúdio
| Álbum                              | Detalhes |
| ---------------------------------- | --- |
| Cachorro Grande                    | - Lançamento: 2001 - Formatos: CD, Vinil - Gravadora: Stop Records                                             |
| As Próximas Horas Serão Muito Boas | - Lançamento: 1 de julho de 2004 - Formatos: CD - Gravadora: Novadisc                                          |
| Pista Livre                        | - Lançamento: 3 de maio de 2005 - Formatos: CD. Vinil - Gravadora: Deckdisc                                    |
| Todos os Tempos                    | - Lançamento: 1 de maio de 2007 - Formatos: CD. Vinil - Gravadora: Deckdisc                                    |
| Cinema                             | - Lançamento: 15 de junho de 2009 - Formatos: CD, download digital, Vinil - Gravadora: Deckdisc                |
| Baixo Augusta                      | - Lançamento: 30 de novembro de 2011 - Formatos: CD, download digital, Vinil - Gravadora: Trama                |
| Costa do Marfim                    | - Lançamento: 15 de setembro de 2014 - Formatos: CD, download digital, Vinil - Gravadora: 180 Selo Fonográfico |
| Electromod                         | - Lançamento: 29 de julho de 2016 - Formatos: CD, download digital. Vinil - Gravadora: 180 Selo Fonográfico    |

### Álbuns ao vivo
| Álbum                                                                       | Detalhes                                                                                             |
| --------------------------------------------------------------------------- | --- |
| Acústico MTV: Bandas Gaúchas (com Bidê ou Balde, Ultramen e Wander Wildner) | - Lançamento: 2005 - Formatos: CD - Gravadora: Sony BMG                                              |
| Ao Vivo no Estúdio Showlivre: Vol. 1                                        | - Lançamento: 28 de maio de 2013 - Formatos: Download digital - Gravadora: Showlivre                 |
| Cachorro Grande Ao Vivo No Circo Voador                                     | - Lançamento: 23 de outubro de 2013 - Formatos: DVD - Gravadora: Universal                           |
| Ao Vivo no Estúdio Showlivre: Vol. 2                                        | - Lançamento: 13 de março de 2015 - Formatos: Download digital - Gravadora: Showlivre                |
| Ao Vivo no Estúdio Showlivre: Vol. 3                                        | - Lançamento: 27 de outubro de 2016 - Formatos: Download digital - Gravadora: Showlivre              |
| Clássicos                                                                   | - Lançamento: 16 de março de 2018 - Formatos: CD, download digital - Gravadora: 180 Selo Fonográfico |
| Ao Vivo no Estúdio Showlivre: Vol. 4                                        | - Lançamento: 5 de outubro de 2018 - Formatos: Download digital - Gravadora: Showlivre               |
|                                                                             | |

### Singles
| Título                       | Ano  | Álbum                              |
| ---------------------------- | ---- | ---------------------------------- |
| "Lunático"                   | 2001 | Cachorro Grande                    |
| "Sexperienced"               | 2002 | Cachorro Grande                    |
| "Que Loucura!"               | 2004 | As Próximas Horas Serão Muito Boas |
| "O Truque do Ovo"            | 2004 | As Próximas Horas Serão Muito Boas |
| "Você não Sabe o que Perdeu" | 2005 | Pista Livre                        |
| "Bom Brasileiro"             | 2005 | Pista Livre                        |
| "Desentoa"                   | 2006 | Pista Livre                        |
| "Sinceramente"               | 2006 | Pista Livre                        |
| "Você Me Faz Contínuar"      | 2007 | Todos os Tempos                    |
| "Roda Gigante"               | 2007 | Todos os Tempos                    |
| "Dance Agora"                | 2009 | Cinema                             |
| "A Alegria Voltou"           | 2009 | Cinema                             |
| "Difícil se Segurar"         | 2011 | Baixo Augusta                      |
| "Tudo Vai Mudar"             | 2012 | Baixo Augusta                      |
| "Como era Bom"               | 2014 | Costa do Marfim                    |
| "O Que vai Ser"              | 2015 | Costa do Marfim                    |
| "Electromod"                 | 2016 | Electromod                         |
| "Tarântula"                  | 2016 | Electromod                         |

## Formação

### Integrantes
- Beto Bruno - vocal, pandeireta e guitarra (1999 - 2019) (2024 - atualmente)
- Marcelo Gross - guitarra, vocal de apoio (1999 - 2018) (2024 - atualmente)
- Gabriel Azambuja - bateria e vocal (1999 - 2019) (2024 - atualmente)
- Pedro Pelotas - piano, teclado, vocal de apoio (2004 - 2019) (2024 - atualmente)

### Músico convidado
- Eduardo Barretto - baixo (2024 - atualmente)

### Ex-integrantes
- Rodolfo Krieger - baixo, vocal de apoio (2005 - 2019)
- Jerônimo Lima - baixo (1999 - 2005)
- Gustavo X - guitarra, vocal de apoio (2018 - 2019)

## Prêmios e indicações

### Prêmio Açorianos
| Ano  | Categoria         | Indicação                               | Resultado |
| ---- | ----------------- | --------------------------------------- | --------- |
| 2006 | Destaque Nacional | Cachorro Grande                         | Venceu    |
| 2012 | Disco de Pop      | Baixo Augusta                           | Indicado  |
| 2013 | DVD do Ano        | Cachorro Grande ao Vivo no Circo Voador | Indicado  |